# Conus abbas
Conus abbas es una especie de molusco gasterópodo marino en la familia Conidae, dentro de los que se incluye a los caracoles cono y sus aliados.
Al igual que todas las especies dentro del género Conus, estos caracoles son depredadores y venenosos.

## Descripción
La concha de esta especie es moderadamente liviana, con gran brillo. Generalmente es de color blanco, muy fino y reticulado con estrechas líneas de color naranja-marrón, con algunas bandas centrales grandes y, a menudo, las bandas más estrechas superiores e inferiores son de un color más oscuro que llevan ocasionales franjas longitudinales de color chocolate.Ápice agudo, de color rosado, frecuentemente, con puntos marrones.Apertura ligeramente ensanchada en la parte anterior, con labio delgado y agudo.
La altura de la concha es de 35 a 77 milímetros.
La concha es muy similar a la del caracol Conus textile, pero más pequeña, las reticulaciones mucho más pequeñas, las estrías longitudinales raramente aparentes, y las bandas oscuras del Conus abbas ocupan aproximadamente las mismas posiciones que las más ligeras marcas de Conus textile.

## Distribución
Conus abbas es relativamente poco común a lo largo del océano índico, incluyendo el area de Sri Lanka al sur de Natal, África del Sur, Madagascar, y las islas al sur del océano índico, incluyendo Java, e Indonesia. También se la encuentra en Tailandia y el este de las Filipinas.

## Ecología
Al igual que todas las especies dentro del género Conus, estos caracoles son depredadores y venenosos. El patrón reticulado de su concha y su similitud con Conus textile indicarían que es una especia moluscicívora.
Varias especies de Conus son capaces de "picar" a los seres humanos y todo tipo de seres vivos, por lo tanto debe manipularse con cuidado o no hacerlo en absoluto.

## Otras referencias
- Dautzenberg, Ph. (1929). Mollusques testacés marins de Madagascar. Faune des Colonies Francaises, Tome III
- Filmer R.M. (2001). A Catalogue of Nomenclature and Taxonomy in the Living Conidae 1758 - 1998. Backhuys Publishers, Leiden. 388pp.
- Tucker J.K. (2009). Recent cone species database. September 4th 2009 Edition
- Tucker J.K. & Tenorio M.J. (2009) Systematic classification of Recent and fossil conoidean gastropods. Hackenheim: Conchbooks. 296 pp